# Девон
| Девон преди 416–359.2 милиона години ПреК К О С Д К П Т Ю К Пг Н |                                                                               |
| Средно атмосферно съдържание на O2 през периода                  | ca. 15 Vol % (75 % от съвр. ниво)                                             |
| Средно атмосферно съдържание на CO2 през периода                 | ca. 2200 ppm (8 пъти прединдустриалното ниво)                                 |
| Средната температура на повърхността през периода                | ca. 20 °C (6 °C над съвр. ниво)                                               |
| Морско равнище (над съвременното)                                | Относително стабилно около 180 m, постепенно намаляващо до 120 m през периода |

| Еон                         | Ера Продължителност    | Период                 | Начало в млн. г. |
| --------------------------- | ---------------------- | ---------------------- | ---------------- |
| Фанерозой                   |                        |                        |                  |
| Неозой 65,5 млн. г.         | Кватернер              | 2,588                  |                  |
| Неозой 65,5 млн. г.         | Неоген                 | 23,03                  |                  |
| Неозой 65,5 млн. г.         | Палеоген               | 65,5                   |                  |
| Мезозой 185,5 млн. г.       | Креда                  | 145,5                  |                  |
| Мезозой 185,5 млн. г.       | Юра                    | 199,6                  |                  |
| Мезозой 185,5 млн. г.       | Триас                  | 251                    |                  |
| Палеозой 291 млн. г.        | Перм                   | 299                    |                  |
| Палеозой 291 млн. г.        | Карбон                 | 359,2                  |                  |
| Палеозой 291 млн. г.        | Девон                  | 416                    |                  |
| Палеозой 291 млн. г.        | Силур                  | 443,7                  |                  |
| Палеозой 291 млн. г.        | Ордовик                | 488,3                  |                  |
| Палеозой 291 млн. г.        | Камбрий                | 542                    |                  |
| Протерозой                  |                        |                        |                  |
| Неопротерозой 458 млн. г.   | Едиакарий              | 630                    |                  |
| Неопротерозой 458 млн. г.   | Криоген                | 850                    |                  |
| Неопротерозой 458 млн. г.   | Тоний                  | 1 000                  |                  |
| Мезопротерозой 600 млн. г.  | Стений                 | 1 200                  |                  |
| Мезопротерозой 600 млн. г.  | Ектасий                | 1 400                  |                  |
| Мезопротерозой 600 млн. г.  | Калимий                | 1 600                  |                  |
| Палеопротерозой 900 млн. г. | Статерий               | 1 800                  |                  |
| Палеопротерозой 900 млн. г. | Орозирий               | 2 050                  |                  |
| Палеопротерозой 900 млн. г. | Рясий                  | 2 300                  |                  |
| Палеопротерозой 900 млн. г. | Сидерий                | 2 500                  |                  |
| Архай                       | Неоархай 300 млн. г.   | Неоархай 300 млн. г.   | 2 800            |
| Архай                       | Мезоархай 400 млн. г.  | Мезоархай 400 млн. г.  | 3 200            |
| Архай                       | Палеоархай 400 млн. г. | Палеоархай 400 млн. г. | 3 600            |
| Архай                       | Еоархай                | Еоархай                | 4 000            |
| Хадей                       | Хадей                  | Хадей                  | 4 540            |

Девон е четвъртият геоложки период от системата на палеозоя. Продължава около 60 млн. години - от края на периода силур, преди около 416 ± 2,8 милион години, до началото на периода карбон, 359,2 ± 2,5 млн. години. За първи път е класифициран като геоложки период през 1839 г. от английските геолози Родерик Мърчисън (1792 – 1871) и Адам Седжуик (1785 – 1873) на територията на Великобритания. Наречен е на графство Девън, Англия, където скали от този период са проучени за първи път.

## Обща характеристика
Историята на развитието на континентите през девон е обусловена от техния структурен план, унаследен от предшестващите го периоди. В началото на палеозоя в Северното полукълбо са съществували Източноевропейската, Сибирската, Китайската и Североамериканската платформи, съставлявайки единния континент Лавразия, а Индостанската, Африканската, Южноамериканската и Антарктическата платформи са влизали в състава на огромния континент Гондвана.
В пределите на платформите, голяма част от които са представлявали суша, ясно са се различавали издигнати части (щитове, антиклизи) и понижения (синеклизи), заемани от плитки епиконтинентални морета. Между платформите са били разположени подвижни геосинклинални пояси, отделни части от които се намирали на различни стадии на развитие. 
В края на силура и началото на девона приключва каледонският тектонски цикъл от геоложката история на Земята, завършил с нагъвания и планинообразувания в геосинклиналните пояси, при което възникват каледонските планински образувания. В течения на целия девонски период, те интензивно се разрушават и в края на периода придобиват платформен характер. Такива геосинклинали са били: Грампианската, Алтайско-Саянската, Капската и др.
Орогените (планините) на Централен Казахстан и Северен Тяншан, намиращи се в средните части на подвижните пояси съхраняват своето обособено положение. Значително по-големи по площ, в сравнение с геосинклиналите, са продължаващите да потъват херцински и бъдещите алпийски (високопланински) части на геосинклиналните пояси, заети от морета. През девона те преживяват началния стадий на следващия - херцински - тектонски цикъл. 
Морските басейни се характеризират със значителни дълбочини, а на сушата преобладава разчлененият релеф. Най-контрастен планински релеф е този на ранния девон, в областите със завършена каледонска нагънатост. За тях свиделстват свързаните с разломите интензивен наземен вулканизъм (порфиров или андезитово-липаритов) и мощните пластове от наземни, предимно червеноцветни наслаги – древен червен пясъчник (олдред на Британските острови) и др. В по-младите геосинклинали започват издигания на геосинклиналните зони, свързани с образуването на вериги от планински острови. В тях се наслояват наземни седименти (във външните понижения) и карбонатни морски наслаги, а във вътрешните дълбоководни падини започват изливания на лави с кератофир-спилито-диабазови формации, дали началния стадий на развитието на геосинклиналните. На платформите, представляващи високи пенеплени, контрастността на релефа в началото на девонския период е значителна.

## Подразделения
Първото разчленение на периода на серии и етажи е проведено през 1845 г. в Рейнските шистови планини и в Ардените от немските геолози Братя Зандберер – Фридолин (1826 – 1898) и Гуидо (1821 – 1879) , френският геолог Госле през 1875 – 1890 г. и други. Първоначалните граници и обеми на отделните етажи са подложени на някои изменения в последващите изследвания.
| Период | Серия        | Етаж                               | млн. год.   |
| ------ | ------------ | ---------------------------------- | ----------- |
| Карбон | Мисисипий    | Турний                             | младши      |
| Девон  | Горен девон  | Фамений                            | 372,2–358,9 |
| Девон  | Горен девон  | Франий                             | 382,7–372,2 |
| Девон  | Среден девон | Живетий                            | 387,7–382,7 |
| Девон  | Среден девон | Айфелий                            | 393,3–387,7 |
| Девон  | Долен девон  | Емсий                              | 407,6–393,3 |
| Девон  | Долен девон  | Прагий                             | 410,8–407,6 |
| Девон  | Долен девон  | Локовий                            | 419,2–410,8 |
| Силур  | Придолий     | не са определени фаунистични етапи | старши      |

Девонският период се дели на 3 серии (долен, среден и горен) и 7 етажа (3 в долната серия и по 2 в останалите 2 серии), от които трите долни етажа не могат твърдо да се определят. Границите девонския период и неговите долна и средна серии и досега се явяват предмет на дискусии.

### Долен девон
Долният девон се явява геокритична епоха – с господството на сушата и регресия на моретата, които заемат тогава едва 30% от площта на Земята. В геосинклиналите площта на морските наслаги не е превишавала 50%, а по платформите – 17%. Морета са почти изчезнали в Кордилерската геосинклинала и силно са се съкратили в Урало-Тяншанската и Тасманийската. В суша са се превърнали: Източноевропейската платформа, Централен Казахстан, Западните Саяни. Трансгресивен характер се е съхранил във Верхояно-Чукотската и Андийската геосинклинали. За долната серия на девона е характерно интензивното потъване на падините, запълващи се постепенно с продуктите от разрушаващата се суша и по-нататъшното им изплитняване. Като цяло климатът се характеризира с континенталност и аридност.

### Среден девон
Средният девон се характеризира с известно преобразуване на структурните планове: нарастване на морската трансгресия в редица геосинклинали и платформи, намаляване амплитудата на издиганията и свързаните с тях общо намаляване на разпространението на наземните седименти и увеличаване на солеността и на морските карбонатно-седиментни формации. 
С усилване на потъванията е свързана активизацията на вулканичната дейност. Площта на моретата се увеличава до 40% от площта на Земята. Широко развитие получават трансгресиите в геосинклиналите на Кордилерите, Австралия, Източна Азия. Разширява се Урало-Тяншанската геосинклинала. Моретата заливат големи части от Източноевропейската и Сибирската платформи, и започва процесът на заливане на Североамериканската и Австралийската платформи. Заедно с тях на платформите в Южна Америка, в по-малък мащаб - в Африка, площите на седиментните наслаги продължавали да се съкращават. Вулканичната дейност в каледонидите в края на серията значително отслабва, а климатът става много по-мек. Растителността бурно се развива в моретата, а на сушата започва да се появява почвена покривка.

### Горен девон
В горния (късен) девон продължава преразпределението на сушата и моретата. Различните направления на колебателните движения на суперконтинентите (северния континент Лавразия и южния континент Гондвана) се съхраняват. В северните части на Северна Евразия и Северна Америка площите на седиментните наслаги и трансгресиите силно намаляват, а в края на периода в платформите те се сменят с регресии. 
Сибирската платформа се издига и се освобождава от покриващите я морета, а моретата в пределите на Руската плоча се превръщат в лагуни. На юг, в Австралия, площите на моретата не са се изменили, в Африка се увеличават, а Южна Америка почти напълно се освобождава от морска вода. Издигането на Индостанската платформа се задържа през целия девон. Общите площи на моретата по платформите и в геосинклиналите съвсем малко са се изменили. Съхранени са сходството и формационния състав на наслагите, сред които преобладават морските карбонатни формации. Увеличават се площите с натрупване на карбонатни и подводни вулканогенни спилит-кератофирови формации, свързани с повишения вулканизъм в херцинските геосинклинали, особено в тези разположени в близост до Тихия океан. Епохата на девона завършва на места с активни нагъвания и издигания, съпровождащи се с кисели и основни интрузии.

## Биогеографско райониране
Разпространението на основните групи морска фауна (предимно корали) позволява да се обособят през ранния девон следните зоогеографски провинции: Средиземноморска, включваща Западна и Централна Европа, Мала Азия, Иран, Хималаи; Магрибска (Северна Африка); Урало-Тяншанска, Джунгаро-Балхашка; Алтайско-Саянска; Индигиро-Колимска; Монголо-Охотска (Източно Забайкалие, басейна на река Амур); Индо-Китайска (Индокитай, Югозападен Китай); Източно-Австралийска; Калифорнийско-Канадска; Апалачка; Малвино-Кафърска (южните части на Южна Америка и Южна Африка). През средния девон се разширява връзката между тези провинции и различията им постепенно стават само регионални. През късния девон се появяват само Североамериканската и Австрало-Евразиатската зоогеографски провинции. На същия принцип през девона се обособяват и фитогеографски провинции.

## Органичен свят

### Флора и фауна на сушата
Големите изменение на палеогеографската обстановка, предизвикани от каледонските издигания и осушавания, предизвикват изменения и на органичния свят. Осушаването способства развитието на наземни животни и растения. В плитките и опреснени водни басейни на континентите се заселват риби. От рибите ръкоперки през късния девон произлизат първите амфибии (земноводни) – стегоцефалите. През силура за първи път на сушата се появяват растения, които през девона започват да я завладяват. Техните остатъци все по-често се появяват в езерните, делтовите, лагунните и крайбрежните морски наслаги. Появяват се първите пластове въглища. Още през ранния девон са съществували групи от висши сухоземни растения (псилофити, плауновидни), които още през силура имат значително разнообразие. Възникват първите папрати, а през средния девон се появяват първите праголосеменни растения (прахиленосперми) и, възможно, членестостеблени растения. В края на периода богатството на сухоземния растителен свят нараства още повече. Праголосеменните стават основна група растения и в края на периода дават началото на съвременните голосеменнни растения. Още по-разнообразни стават папратите и членестостеблените.

### Морска фауна
Големи изменение претърпява и морската фауна. През периода рязко се съкращава числото на цистоидеите, като през долния девон измират граптолитите, продължават да съществуват наутилоидеите и се появяват и бурно се развиват амоноидеите.  През целия период постепенно се развиват фораминиферите с предимно варовикова раковина. Продължават своето развитие кониконхиите (тентакулоидеи), тентакулитите, новаките и стилиолините. Своя разцвет достигат брахиоподите, остракодите, табулатоморфните и четирилъчевите корали. През силур и девон се появяват първите амонити - снабдени с голяма спираловидна чурупка мекотели.
Широко развитие имат костните риби (девонския период се нарича и „Ерата на Рибите“). В океаните, примитивните акули също стават все по-многобройни - повече отколкото в силур и късния ордовик. Повяват се предците на всички четириноги, като техните силни гръдни и тазови перки, постепенно се превръщат в крака и те се адаптират към ходене по земята.
В края на периода - при девонското измиране - морския живот е силно засегнат.

## Полезни изкопаеми
С девонските наслаги са свързани огромните запаси от нефт и природен газ, съсредоточени в локалните издигания във вътрешните и краеви части на падините на Източноевропейската и Североамериканската платформи. Пластовите залежи от каменна сол и сулфати има в падините на Източноевропейската, Сибирската, Североамериканската и Австралийска платформи, в Централен Казахстан, в Тува. В басейна Уилстън (САЩ) и в Припятското пропадане с девонските наслаги са свързани богатите находища на калиеви соли. В Централен Казахстан има желязно-манганови и оловни руди, най-вероятно, със седиментен произход. Там и в Приднестровието присъстват медни пясъчници. Широко разпространени са пластовете с железни оолитови руди (Източноевропейска платформа, Урало-Монголски, Средиземноморски, Западноатлантически и Кордилерски геосинклинални пояси). Бокситите, свързани с изветрителната кора на ефузивни и седиментни скали, присъстват в Северен Урал и в Салаирското възвишение.
Ендогенното рудопроявление, свързано с интрузиите през девонския период, но имащо много по-млада възраст е развито в палеозойските геосинклинални орогенни (планински) области: в Алтай, Урал, Судетите, Централен Казахстан и др. То е представено от халцедонски полиметални, предимно медни, а също железнорудни находища с геотермален, контактово-метаморфен и вулканогенно-седиментен произход. В тези райони се срещат арсеново-медно-никелово-кобалтови, златно-баритови и живачни орудявания. Със солфатарната дейност през периода са свързани мангановите находища в Урал, находищата на андалузит, корунд, молибден, благородни метали. В Южна Гренландия се намира най-голямото в света находище на криолит, а в басейна на река Вилюй (Русия) – находище на диаманти.